# أسل غوادلوبي
أسل غوادلوبي (الاسم العلمي: Juncus guadeloupensis) نوع نباتي يتبع جنس الأسل وينتمي إلى الفصيلة الأسلية.